# Beniparrell
Beniparrell là một đô thị ở comarca Horta Sud cộng đồng Valencia, Tây Ban Nha. Đô thị này có diện tích 3,68 km², dân số thời điểm năm 2006 là 1810người.